# Parthenocissus suberosa
Parthenocissus suberosa là một loài thực vật hai lá mầm trong họ Nho. Loài này được Hand.-Mazz. miêu tả khoa học đầu tiên năm 1933.